# Ankaramena (Ambalavao)
Ankaramena est une commune rurale malgache située dans la partie sud de la région de la Haute Matsiatra.